# Begovača
Begovača es una localidad de Croacia en el municipio de Berek, condado de Bjelovar-Bilogora.

## Geografía
Se encuentra a una altitud de 143distancia=97 m s. n. m. a {{{distancia}}} km de la capital nacional, Zagreb.

## Demografía
En el censo 2011, el total de población de la localidad fue de 36 habitantes.
| Gráfica de población de Begovača 1857-2011                          |
|                                                                     |
| Según los censos de población de la oficina estadística de Croacia. |